# C-32
La autopista C-32 es una autopista española que discurre por diversas comarcas catalanas paralela a la costa del mediterráneo. En su ramal norte (Costa del Maresme) es gratuita, mientras que en su ramal sur (Costa del Garraf) es de peaje cuya concesionaria es Aucat (filial de Abertis).
Hasta el 2001, año en que la Generalidad de Cataluña renombró todas las carreteras de su titularidad, eran conocidas como A-16 (Ramal Sur) y A-19 (Ramal Norte).
Está dividida en dos partes: el ramal sur (Vendrell - Barcelona), de 56 km y conocido como autopista de Pau Casals y el ramal norte (Barcelona - Blanes), de 66 km también conocida como autopista del Maresme. La autopista comienza en el enlace 31 de la AP-7 y termina en la N-2 cerca de Malgrat de Mar, aunque se va a prolongar hasta Lloret de Mar. Tiene una longitud de 122 km juntando ambas partes.
El ramal sur de la C-32 discurre por la costa de las comarcas del Bajo Panadés y Garraf. Empieza en el enlace 31 de la autopista del Mediterráneo, la AP-7, y finaliza, en un enlace de la B-20. Tiene una longitud de 56 km. Tiene 2 áreas de servicio: Gavá y Garraf. Tiene 19 enlaces, de ellos 6 son parciales y 13 son totales. Esta autopista se hizo en 2 fases, la primera Castelldefels - Sitges, se terminó y inauguró en 1992, la segunda El Prat de Llobregat - Castelldefels, se terminó y inauguró en 1993, y la tercera Sitges - Vendrell, se terminó y inauguró en 1998.
El ramal norte de la C-32 empieza en la plaza de las Glorias Catalanas de Barcelona, y acaba en su enlace 134, en el término municipal de Blanes. La C-32 Norte tiene una longitud de 66 km. Tiene 2 áreas de servicio y 24 enlaces, de ellos 9 son parciales y 15 son totales.

## Historia
Gran parte del trazado de la C-32 fue construido por el Estado. En 1969 se inauguró la primera parte de la autopista, Montgat-Mataró, bajo la codificación A-19. La segunda fase, Mataró-Palafolls, se inauguró en 1994. La tercera, Palafolls-Blanes, se inauguró el 23 de julio de 2010.
Fue traspasada a la Generalidad de Cataluña en 1995, momento en el que se renombró a su codificación actual.
En octubre de 2020, el Consejero de Territorio y Sostenibilidad de la Generalidad de Cataluña, Damià Calvet anunció que el día 31 de agosto de 2021 la C-32 se liberaría de peajes en su ramal norte (Costa del Maresme), como así ocurrió.

## Futuro
Estaba previsto que se prolongara la C-32 desde Tordera hasta Lloret de Mar como autopista, y entre Lloret de Mar y Tosa de Mar como vía rápida. La ampliación de la C-32 estuvo llena de polémica debido al nulo estudio de impacto ambiental en la zona, donde abunda en gran medida la fauna y la flora. La plataforma Aturem C-32 realizó acciones al respecto, en las que impugnó la ampliación y esto fue aceptado por la justicia hasta en dos ocasiones debido a irregularidades en el aspecto medioambiental. La Generalitat anunció el 26 de junio del 2020 que lo volvería a intentar por tercera vez, redefiniendo el proyecto para que tuviera mejores prestaciones medioambientales.
Sin embargo, en noviembre de 2022 se anuló el proyecto de forma definitiva, al darse carpetazo por la sentencia judicial debido a las denuncias de los ecologistas relativas a la Ley del Cambio Climático de 2017. En la actualidad, de momento se descarta la prolongación salvo si hay nuevos estudios en un futuro que podrían tener nuevos trazados evitando la zona afectada, analizando la viabilidad de la mejora de la carretera N-2 con la C-32, en el entorno de Tordera.

## Tramos

### Autovía de Pau Casals (Ramal Sur)
| Denominación | Tramo | km | Año servicio        |
| ------------ | --- | -- | ------------------- |
| C-32         | Vendrell AP-7 - Sitges | 33 | 1998                |
| C-32         | Sitges - Castelldefels C-31 | 9  | 1992                |
| C-32         | Castelldefels C-31 - El Prat de Llobregat C-31C | 14 | 1993                |
| C-32B        | Ramal del Aeropuerto Acceso original al aeropuerto Mejora del acceso al aeropuerto Nuevo acceso al aeropuerto Remodelación y ampliación del acceso | 1  | 1951 1965 1968 2007 |

### Autopista del Maresme (Ramal Norte)
| Denominación | Tramo                 | km | Año servicio                                              |
| ------------ | --------------------- | -- | --------------------------------------------------------- |
| C-32         | Montgat C-31 - Mataró | 14 | 2 carriles por sentido: 1969 3 carriles por sentido: 1994 |
| C-32         | Mataró - Palafolls    | 35 | 1994                                                      |
| C-32         | Palafolls - Tordera   | 4  | 2010                                                      |

El tramo de la Autopista del Maresme (Ramal Norte) está libre de peaje desde el 31 de agosto de 2021

## Enlaces

### Autopista de Pau Casals (Ramal Sur)
| Número de Salida    | Nombre de Salida                                                                                                  | Carretera que enlaza y/u observaciones                                           |
| ------------------- | --- | -------------------------------------------------------------------------------- |
| 0                   | Tarragona / Barcelona - Lérida                                                                                    | AP-7 E-15 31                                                                     |
|                     | Peaje El Vendrell Peaje liberado el 31/12/2021                                                                    |                                                                                  |
| 2                   | Vendrell Oeste - Comarruga                                                                                        | N-340                                                                            |
| 3                   | Vendrell Sur - San Salvador                                                                                       | TV-2127 Acceso parcial Solo entrada sentido Barcelona y salida sentido AP-7 E-15 |
| 6                   | Calafell - Segur de Calafell - Bellvey                                                                            | C-31 TV-2126 Peaje para entrada sentido AP-7 E-15 y salida sentido Barcelona     |
|                     | Túneles de Calafell                                                                                               |                                                                                  |
| 10                  | Segur de Calafell                                                                                                 | Acceso parcial Sólo salida sentido AP-7 E-15 y entrada sentido Barcelona         |
|                     | Provincia de Tarragona / Provincia de Barcelona                                                                   |                                                                                  |
| 13                  | Cubellas - Cunit                                                                                                  | C-31                                                                             |
|                     | Peaje de Cubellas                                                                                                 |                                                                                  |
|                     | Área de Servicio del Garraf                                                                                       |                                                                                  |
| 16                  | Arbós - Villanueva y Geltrú Oeste                                                                                 | BV-2115 Acceso parcial Solo entrada sentido AP-7 E-15 y salida sentido Barcelona |
| 21                  | Villanueva y Geltrú Norte - Villafranca del Panadés                                                               | C-15                                                                             |
| 26                  | San Pedro de Ribas Sur - Sitges Oeste                                                                             |                                                                                  |
| 28                  | San Pedro de Ribas Este                                                                                           | C-15B B-211                                                                      |
| 30                  | Sitges Centro |                                                                                  |
| 31                  | Sitges Norte - Aiguadolç - C-31 Barcelona                                                                         | C-31                                                                             |
| Sentido Barcelona   | Túneles del Garraf                                                                                                | Sentido AP-7 E-15                                                                |
|                     | Peaje de Vallcarca                                                                                                |                                                                                  |
| Sentido Barcelona   | Túneles del Garraf                                                                                                | Sentido AP-7 E-15                                                                |
| 41                  | Les Botigues de Sitges                                                                                            | Acceso parcial Solo entrada sentido AP-7 E-15 y salida sentido Barcelona         |
| 42                  | Puerto Ginesta - Garraf - C-31                                                                                    | C-31                                                                             |
| - Sentido Barcelona | Entrada área metropolitana de Barcelona Límite de velocidad variable según condiciones de tráfico y contaminación | Sentido AP-7 E-15                                                                |
| 44                  | Castelldefels Sur                                                                                                 |                                                                                  |
| 46                  | Castelldefels |                                                                                  |
|                     | Área de Servicio de Gavá                                                                                          |                                                                                  |
| 47                  | Gavá | B-210                                                                            |
| 51                  | Viladecans |                                                                                  |
| 53                  | San Baudilio de Llobregat                                                                                         |                                                                                  |
| 56                  | B-20 Barcelona - Aeropuerto de Barcelona                                                                          | C-32B C-31C                                                                      |

### Autopista del Maresme (Ramal Norte)
| Número de Salida | Nombre de Salida                                                    | Carretera que enlaza y/u observaciones |
| ---------------- | ------------------------------------------------------------------- | -------------------------------------- |
| C-32             | Inicio del ramal norte                                              | C-31 B-20                              |
| 86               | Alella - Masnou - Teyá                                              |                                        |
|                  |                                                                     | En los dos sentidos                    |
| 92               | Vilasar de Dalt - Premiá de Mar - Premiá de Dalt - Cabrils          | Peaje liberado el 31/08/2021           |
|                  | Peaje Vilasar Peaje liberado el 31/08/2021                          |                                        |
| 94               | Vilasar de Mar - Cabrera de Mar                                     | Solo sentido Gerona                    |
| 95               | Mataró Sur                                                          | Solo sentido Gerona                    |
| 97               | Vilasar de Mar - Cabrera de Mar - N-2 Barcelona                     | N-2 Solo sentido Barcelona             |
| 99               | C-60 Argentona/Granollers - E-15 AP-7 Gerona                        | C-60 E-15 AP-7 Solo sentido Gerona     |
| 99               | Mataró Sur - C-60 Argentona/Granollers - E-15 AP-7 Barcelona        | C-60 E-15 AP-7 Solo sentido Barcelona  |
|                  | Túnel 0                                                             |                                        |
| 100              | Mataró Oeste - Hospital de Mataró                                   |                                        |
| 102/103          | Mataró Norte                                                        |                                        |
| 104              | N-2 Gerona                                                          | N-2 Solo sentido Gerona                |
| 105              | San Andrés de Llavaneras                                            | Solo sentido Gerona                    |
| 108              | San Vicente de Montalt - Caldetas                                   | Solo sentido Gerona                    |
| 108              | San Vicente de Montalt - Caldetas - San Andrés de Llavaneras        | Solo sentido Barcelona                 |
| 109              | Arenys de Mar - Arenys de Munt                                      | Peaje liberado el 31/08/2021           |
|                  | Peaje Arenys de Mar Peaje liberado el 31/08/2021                    |                                        |
| 111              | Arenys de Mar - Arenys de Munt                                      | Peaje liberado el 31/08/2021           |
| 113              | Canet de Mar                                                        |                                        |
|                  | Túnel 1                                                             |                                        |
| 117              | San Pol de Mar - San Cipriano de Vallalta - San Acisclo de Vallalta |                                        |
|                  | Túnel 2                                                             |                                        |
| 122              | Calella - Pineda de Mar - Santa Susana                              | Solo sentido Gerona                    |
| 122              | Calella - Pineda de Mar Sur                                         | Solo sentido Barcelona                 |
| 124              | Pineda de Mar Norte - Santa Susana                                  | Solo sentido Barcelona                 |
|                  | Túnel 3                                                             |                                        |
|                  | Peaje Santa Susana Peaje liberado el 31/08/2021                     |                                        |
|                  | Túnel 4                                                             |                                        |
|                  |                                                                     | En los dos sentidos                    |
| 130              | N-2 Palafolls - Malgrat de Mar - Tordera - Gerona                   | N-2 Solo sentido Gerona                |
| 130              | N-2 Tordera - Malgrat de Mar                                        | N-2 Solo sentido Barcelona             |
| 134              | GI-600 Blanes - Lloret de Mar - Tosa de Mar                         | GI-600                                 |

## IMD (Autopista de Pau Casals)
La IMD (Intensidad Media Diaria) de la C-32 Sur ha evolucionado de la siguiente manera. Unidades en vehículos/día
| Año  | Tramo Castelldefels-Vendrell |
| ---- | ---------------------------- |
| 1992 | 15.399                       |
| 1993 | 15.770                       |
| 1994 | 15.524                       |
| 1995 | 15.619                       |
| 1996 | 16.073                       |
| 1997 | 17.704                       |
| 1998 | 21.012                       |
| 1999 | 25.705                       |
| 2000 | 29.797                       |
| 2001 | 32.903                       |
| 2002 | 35.256                       |
| 2003 | 38.196                       |
| 2004 | 28.925                       |
| 2005 | 30.114                       |
| 2006 | 32.479                       |
| 2007 | 34.489                       |
| 2008 | 31.713                       |
| 2009 | 28.322                       |
| 2010 | 26.712                       |
| 2011 | 25.200                       |
| 2012 | 21.973                       |
| 2013 | 20.492                       |
| 2014 | 25.087                       |
| 2015 | 26.665                       |
| 2016 | 28.475                       |

Nota: Hasta el año 2003, los datos reflejados corresponden al tramo Castelldefels-Sitges
Fuente: Ministerio de Transportes, Movilidad y Agenda Urbana

## IMD (Autopista del Maresme)
La IMD (Intensidad Media Diaria) de la C-32 Norte ha evolucionado de la siguiente manera. Unidades en vehículos/día
| Año  | Tramo Montgat-Tordera |
| ---- | --------------------- |
| 1970 | 10.393                |
| 1971 | 9.280                 |
| 1972 | 11.504                |
| 1973 | 13.114                |
| 1974 | 13.941                |
| 1975 | 14.529                |
| 1976 | 14.924                |
| 1977 | 14.377                |
| 1978 | 15.937                |
| 1979 | 16.474                |
| 1980 | 15.334                |
| 1981 | 15.486                |
| 1982 | 16.080                |
| 1983 | 16.007                |
| 1984 | 16.504                |
| 1985 | 17.914                |
| 1986 | 19.980                |
| 1987 | 23.635                |
| 1988 | 26.541                |
| 1989 | 31.234                |
| 1990 | 31.759                |
| 1991 | 32.934                |
| 1992 | 34.586                |
| 1993 | 36.103                |
| 1994 | 31.111                |
| 1995 | 29.902                |
| 1996 | 32.079                |
| 1997 | 34.921                |
| 1998 | 38.185                |
| 1999 | 41.973                |
| 2000 | 44.744                |
| 2001 | 46.826                |
| 2002 | 48.838                |
| 2003 | 51.597                |
| 2004 | 53.529                |
| 2005 | 54.766                |
| 2006 | 56.946                |
| 2007 | 59.452                |
| 2008 | 57.346                |
| 2009 | 55.732                |
| 2010 | 54.352                |
| 2011 | 49.993                |
| 2012 | 46.941                |
| 2013 | 45.715                |
| 2014 | 46.557                |
| 2015 | 48.861                |
| 2016 | 50.788                |

Fuente: Ministerio de Transportes, Movilidad y Agenda Urbana